# Montreux Jazz Festival 1968
Das Montreux Jazz Festival 1968 war die zweite Ausgabe des 1967 begründeten Montreux Jazz Festival.

## Geschichte
Wiederum mit Unterstützung der Europäischen Rundfunkunion fand das Festival über fünf Tage, vom Mittwoch, den 12. Juni, bis Sonntag, den 16. Juni 1968, im Kursaal des Casinos in Montreux statt. Das Programm enthielt 27 Auftritte vorrangig europäischer Jazz- und Fusionbands statt; aus den USA kamen Bill Evans mit seinem Trio, Nina Simone mit ihrer Band (die zum ersten Mal ein Konzert in der Schweiz gab) und die Soul-Jazz-Band Young-Holt Unlimited (die jeden Abend auftrat). Die Aufzeichnung der Konzerte (auf Schwarz-Weiss-Film) übernahm das Schweizer Radio und Fernsehen.
Die Jury vergab den Grossen Preis der Stadt Montreux für die beste Band an das Riel-Mikkelborg Quintet aus Dänemark. Als Solist erhielt John Surman den ersten Preis und gewann einen Aufenthalt beim Berklee College of Music. Den Kritikerpreis der Jazzmagazine erhielt die Band von Mike Westbrook. Ebenfalls ausgezeichnet wurde das irische Quartett von Jim Doherty für dessen Jazz-Suite Gael Blowin, die auf irischer traditioneller Musik basiert.

## Gruppen (alphabetisch)

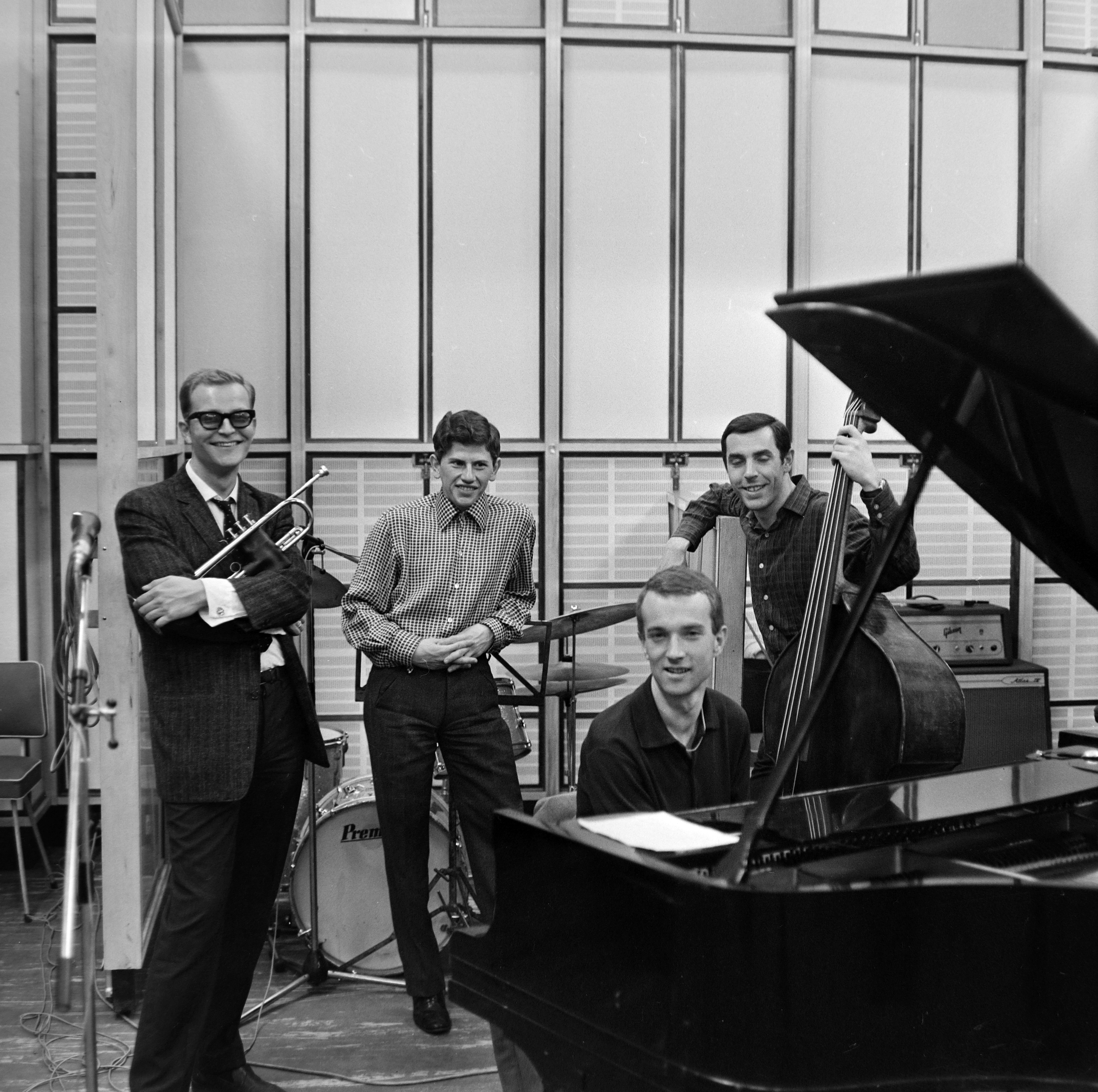
Das Quartett von Rudolf Tomsits mit György Vukán, Balázs Berkes und Vilmos Jávori (1963)

- Benny Bailey mit dem Tentet Hoffman-Combe und dem Trio Géo Voumard
- Bill Evans Trio (mit Eddie Gomez, Jack DeJohnette)
- Brian Auger & The Trinity (mit David Ambrose, Clive Thacker) featuring Julie Driscoll
- Jan Garbarek Quintet mit Karin Krog (mit Terje Bjørklund, Arild Andersen, Jon Christensen)
- Jazz Ensemble Studio 4 (mit Ernst-Ludwig Petrowsky, Hans-Joachim Graswurm, Hubert Katzenbeißer, Eberhard Weise, Klaus Koch, Wolfgang Winkler)
- Jazz à Quatre (mit Jean-Louis Zürcher, Bernard Ogay, Antoine Ogay, Humbert Ceralli)
- Manfred Schoof Quintet (mit Michel Pilz, Alexander von Schlippenbach, Buschi Niebergall, Mani Neumeier)
- New Jazz Quartet (mit Paul-François Jorg, Pierre Wildbolz, Pierre Kuenzi, Rodolf Ackermann)
- Nina Simone (mit Sam Waymon, Henry Young, Gene Taylor, Buck Clarke)
- Palle Mikkelborg Quintet (mit Bernt Rosengren, Niels Brønsted, Bo Stief, Alex Riel)
- Quartette Jean-François Boillat (mit Marcel Corminbœuf, Christian Landry, Jerry Chardonnens)
- Quartette Michel Terrioux (mit Christian Saunier, George Paszinski, René James)
- Quartette Vladimir Vitas
- Quintet Heinz Bigler (mit Umberto Arlati, Franz Biffiger, Roger Pfund, Kurt Schaufelberger)
- Rudolf Tomsits Quartet (mit György Vukán, Balázs Berkes, Vilmos Jávori)
- Sextet Olivier Berney (mit Jean-Pierre Beltrami, Pierre Jomini, Denis Gonseth, Theo Siegrist, Alain Petitmermet)
- Sextette Eraldo Volonté (mit Sergio Fanni, Dino Piana, Franco D’Andrea, Giorgio Azzolini, Franco Manzecchi)
- Jim Doherty Quartet (mit Louis Stewart, John Curran, John Wadham)
- Mike Westbrook Band (mit Mike Osborne, John Surman, Malcolm Griffiths, Harry Miller, Al Jackson)
- Pekka Pöyri Quartet (mit Eero Ojanen, Teppo Hauta-aho, Reino Laine)
- Three-Logy (mit Philip Catherine, Freddie Deronde, Robert Pernet)
- Trio Mieczysław Kosz (mit Roman Dyląg, Sergiusz Perkowski)
- Trio Theo Loevendie (mit Maarten van Regteren Altena, John Engels)
- Young-Holt Unlimited (mit Ken Chaney, Eldee Young, Redd Holt)

## Diskographie
- Bill Evans: At the Montreux Jazz Festival (Verve 1968)
- Nina Simone 1968 (Recorded Live at Montreux Jazz Festival) (Montreux Jazz Festival 2015)

## Plakat
Nachdem im Vorjahr aus finanziellen Gründen kein Plakat gestaltet worden war, wurde für die zweite Ausgabe der lokale Grafiker Roger Bornand, ein guter Bekannter von Claude Nobs, mit der Gestaltung beauftragt. Es zählt zu den farbigsten Plakaten der Anfangsjahre des Festivals. Mit dem historischen Grammophon unten rechts setzt es einen Widerspruch zur modernen Musik, die angekündigt wird.
Der Hintergrund des Plakats ist violett. Dominiert wird es von einem farbigen Blumenstrauss in der Mitte, der aus dem Grammophon wächst. Im Gegensatz zum schwarz gezeichneten Grammophon ist der Blumenstrauss bunt und in modernem Stil symbolisiert. Farben und psychedelische Muster sind ein klares Zeichen des Flower-Powers. In der oberen Hälfte des Plakats findet sich der Titel des Anlasses: «Festival de Jazz Montreux». Bornand verwendete hierfür verschiedene Schriften, Grössen und Farben (orange, pink und gelb). Ganz unten links ist das Datum in weisser Schrift aufgeführt. Trotz der Vielfalt an Farben und Schriften wirkt das Plakat klar und aufgeräumt, enthält es viel Freiraum neben den grafischen Elementen und dem wenigen Text.